# Ralph Izzard
Ralph William Burdick Izzard, OBE (geboren 27. August 1910 in Billericay; gestorben 2. Dezember 1992 in Pembury, Kent) war ein britischer Journalist.

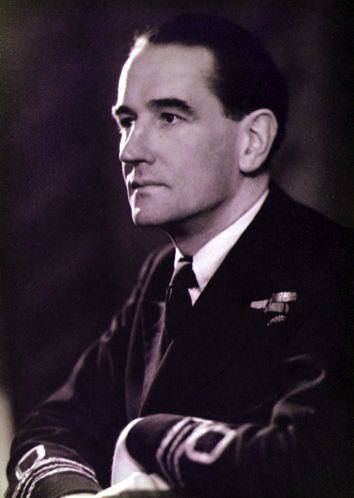
Lt. Commander Ralph Izzard (1944)

## Leben
Ralph Izzard war Sohn des Journalisten Percy Izzard und der Florence Burdick. Er besuchte die Leys School in Cambridge und studierte ab 1928 am Queens’ College Cambridge. Er wurde 1931 graduiert und begann eine Tätigkeit bei der Zeitung Daily Mail als Auslandskorrespondent, zunächst in Berlin. Für die Zeitung arbeitete er 31 Jahre, möglicherweise war Izzard während seiner journalistischen Tätigkeit auch im Dienst des Auslandsgeheimdienstes MI6. Während des Zweiten Weltkriegs war er Marinesoldat und stieg in den Rang eines Lt. Commanders in der Naval Intelligence Division auf. Er wurde als Verhöroffizier im Combined Services Detailed Interrogation Centre eingesetzt. Izzard wurde militärisch ausgezeichnet und als Officer des Order of the British Empire (OBE) geehrt.
Izzard interessierte sich für die Kryptozoologie und nahm nach Ende des Krieges 1945 an einer Expedition ins indische Arunachal Pradesh teil, auf einer, erfolglosen, Suche nach einem krokodilähnlichen Buru. 1953 berichtete er als Reporter der Daily Mail unter abenteuerlichen Umständen von der Mount Everest Erstbesteigung und veröffentlichte darüber auch ein Buch.
Izzard war von 1931 bis 1946 mit Ellen Schmidt-Klewitz verheiratet, sie haben eine Tochter. Izzard hat mit der deutschen Schauspielerin Marianne Hoppe einen 1946 geborenen unehelichen Sohn. Von 1947 bis 1992 war er mit Molly Crutchleigh-FitzPatrick verheiratet, mit der er vier Kinder hat. Molly Izzard schrieb unter anderem eine Biografie über Freya Madeline Stark.

## Schriften (Auswahl)
- The Hunt for the Buru : the true story of the search for a prehistoric reptile in North India. 1951
- The Innocent on Everest. London : Hodder and Stoughton, 1954
- The Abominable Snowman Adventure. Garden City, N.Y.: Doubleday, 1955
- mit Molly Izzard: Smelling the breezes : a journey through the high Lebanon. London : The Travel Book Club, 1959